# Aletes (Sohn des Hippotes)
Aletes (altgriechisch Ἀλήτης Alḗtēs), der Sohn des Hippotes, war in der griechischen Mythologie ein Dorer und Nachkomme des Herakles. Er war der Vater des Ixion.
Dreißig Jahre nach der ersten Invasion der Herakleiden, führte Aletes die Dorer in den Krieg, eroberte das korinthische Land und vertrieb die Sisyphiden. Doridas und Hyanthidas übertrugen ihm die Regierung über das eroberte Land. Aletes gründete nun Korinth an der Stelle, an der früher die Stadt Ephyra lag.
Weil er ein Orakel falsch verstand, verwies er Melas aus Gonousse, der ihm im Kampf beigestanden hatte, des Landes. Später wurde ihm der Fehler bewusst und ließ ihn in Korinth wohnen.
Ein anderer Orakelspruch versprach Aletes die Regierung über Attika, wenn Kodros, der attische König, im Kampf unversehrt bleiben würde. Kodros erfuhr von dem Spruch und opferte sein Leben, um Attika nicht dem Feind zu übergeben.